# Norra Torsjön
Norra Torsjön är en sjö i Mora kommun i Dalarna och ingår i Dalälvens huvudavrinningsområde. Sjön har en area på 0,12 kvadratkilometer och ligger 456,9 meter över havet. Sjön avvattnas av vattendraget Torsjöbäcken.

## Delavrinningsområde
Norra Torsjön ingår i det delavrinningsområde (675729-138343) som SMHI kallar för Ovan 676103-138288. Medelhöjden är 481 meter över havet och ytan är 9,48 kvadratkilometer. Det finns inga avrinningsområden uppströms utan avrinningsområdet är högsta punkten. Torsjöbäcken som avvattnar avrinningsområdet har biflödesordning 5, vilket innebär att vattnet flödar genom totalt 5 vattendrag innan det når havet efter 421 kilometer. Avrinningsområdet består mestadels av skog (50 procent) och sankmarker (48 procent). Avrinningsområdet har 0,12 kvadratkilometer vattenytor vilket ger det en sjöprocent på 1,3 procent.